# L'incredibile storia di Lavinia
L'incredibile storia di Lavinia è un romanzo per ragazzi di Bianca Pitzorno pubblicato nel 1985 da E Elle (EL) edizioni. Il libro, ambientato in una fredda Milano, è in parte ispirato alla fiaba La piccola fiammiferaia. Insieme ad Ascolta il mio cuore, è una delle opere della Pitzorno ad aver venduto più copie, ed è in assoluto la più tradotta con edizioni in cinese spagnolo, coreano, francese, greco, giapponese, inglese e tailandese. La stessa autrice ha scritto anche due sequel del libro, La bambola dell'alchimista e Una scuola per Lavinia, nei quali vengono raccontate altre avventure che hanno Lavinia come protagonista. 

## Trama
Il racconto si apre il giorno della Vigilia di Natale a Milano, giornata molto fredda e nevosa in cui milanesi e turisti sono molto indaffarati con gli acquisti natalizi e nessuno sembra accorgersi della presenza di Lavinia, una bambina di sette anni poverissima, senza casa, distrutta dalla fame, con gli abiti sgualciti e livida di freddo e di tosse, che vende fiammiferi. Ogni tanto a qualcuno capita di inciampare nei suoi piedi nudi, ma, anziché impietosirsi e comprarle i fiammiferi, le persone la trattano con maleducazione e noncuranza, urlandole di andarsene e di non dare fastidio; addirittura un vigile le dice che dovrebbe arrestarla in quanto sta vendendo oggetti senza licenza e ha deciso di fare finta di niente solo perché è Natale, intimandole anche lui di andarsene.
Al calare della notte Lavinia si addormenta sotto un portico, sognando grandi quantità di buon cibo, fino a quando viene svegliata dall'arrivo di un taxi, dal quale scende una bellissima donna elegante e sofisticata, vestita in modo poco adatto per una fredda notte invernale e che porta uno strano cappello a forma di imbuto, che si presenta come una fata. Essa compra un fiammifero a Lavinia, che usa per accendere un fuoco d'artificio, e poi decide, per simpatia, di farle un regalo, che consiste in un anello magico dotato di una singolare capacità: ruotandolo intorno al dito in senso orario, è in grado di trasformare ciò che si sta guardando in escrementi, per poi farlo ritornare al suo aspetto originale ruotandolo in senso opposto. Lavinia, dopo una iniziale frustrazione, accetta il dono e comprende che, se usato con astuzia, può esserle molto utile e risolvere tutti i suoi problemi, quindi inizia a servirsene: si reca dal signor Massimiliano Marsupiali, l'irascibile proprietario di un lussuoso negozio di calzature, e minacciandolo di trasformargli in cacca la merce e i soldi lo costringe a regalarle un paio di scarpe nuovissime. Con lo stesso espediente riesce, sempre senza pagare, a procurarsi dei vestiti nuovi e ad ottenere un alloggio fisso nell'albergo più prestigioso della città, il Grand Hotel Excelsior Extralusso, con il benestare del direttore e del portiere Eleuterio Migliavacca, che inizialmente non la accontentano e la minacciano e poi si piegano al suo volere non appena lei sfodera la magia dell'anello.
Dopo tutte queste vicende Lavinia si rende conto che, anche se è ormai riuscita ad ottenere una vita dignitosa, ciò di cui ha più bisogno è un amico, che non può ottenere tramite l'anello magico, in quanto sa che, minacciando le persone di usare contro di loro la magia, esse la temono e non le vogliono bene. Dopo circa un mese, all'albergo, viene assunto come addetto all'ascensore Clodoveo Migliavacca, figlio primogenito di Eleuterio, un ragazzo talmente intelligente da aver terminato le scuole dell'obbligo a undici anni, ritrovandosi poi a dover lavorare per aiutare la famiglia. Tra Clodoveo e Lavinia nasce una bellissima amicizia, con lui che le insegna molte cose che normalmente si imparano andando a scuola. Un giorno i due si recano al giardino zoologico comunale, rimanendo molto impietositi nel vedere gli animali nelle gabbie, quindi escogitano un piano per liberarli: Lavinia trasforma gli animali in cacca, i guardiani dello zoo rimuovono la cacca e la mettono in un furgone, Clodoveo pratica dei fori nel furgone per consentire agli animali di respirare, Lavinia riporta gli animali alle loro forme originarie guardandoli attraverso i fori ed infine i due ragazzi rubano il furgone e lo spediscono in Africa. Ad un certo punto Lavinia riesce a salvare un bambino di un anno rimasto intrappolato in un palazzo in fiamme (il piccolo, di nome Ambrogio Testadiroccia, frequentava un asilo nido che si trovava in tale edificio e la maestra, che lo aveva in classe solo da pochi giorni, se ne era dimenticata nel far evacuare i bambini quando era stato dato l'allarme), trasformando il fuoco in cacca e consentendo ai pompieri di spegnerlo, venendo acclamata come un'eroina e ricevendo dal sindaco un'onorificenza.
A seguito di tale impresa, tuttavia, Lavinia comincia a diventare superba, pensando che ciò che ha fatto la ponga al di sopra degli altri e credendosi bellissima in quanto tutti la guardano (in realtà la gente la osserva solo perché, a seguito dell'impresa dell'incendio, la sua magia è diventata conosciuta a tutti), e per tale motivo l'amicizia con Clodoveo inizia a venire meno. Un giorno, mentre si fissa davanti allo specchio dandosi molte arie, le sembra di sentire la voce di Clodoveo che le ricorda di non montarsi troppo la testa e, infastidita, pensa di ridurlo in cacca e gira distrattamente l'anello intorno al dito, ma siccome si sta guardando allo specchio la magia si rivolge contro di lei: in tale modo nella stanza rimane solo un gran mucchio di cacca e nessuna traccia della bambina. Poco dopo arriva Clodoveo, il quale, vedendo il disastro e credendo che Lavinia sia uscita dopo aver trasformato qualcosa senza farlo ritornare come era, decide di pulire il pavimento gettando della segatura sugli escrementi e mettendo il tutto in un sacco con una paletta; così facendo, con la paletta, muove l'anello e lo fa girare, e Lavinia, guardando il suo riflesso nelle scarpe di Clodoveo, lucidate a specchio, riesce a tornare in forma umana. I due arieggiano per bene la stanza, si lavano e poi trascorrono una bella serata insieme.
L'essere stata fatta di escrementi per un'ora fa diventare Lavinia molto saggia, facendole smettere di essere vanitosa e facendole comprendere di non essere superiore a nessuno e che l'amicizia conta molto di più di un anello magico; pur non potendo liberarsi dell'anello, in quanto non riesce a sfilarselo dal dito, decide di non usarlo più e di vivere come una bambina normale.

## Genesi dell'opera e storia della pubblicazione
L'autrice ha raccontato di aver ideato L'incredibile storia di Lavinia durante una vigilia di Natale, mentre si trovava ad una cena a cui prendeva parte anche una bambina di cinque anni di nome Valentina, che aveva l’abitudine di chiederle di raccontarle storie che parlassero di cacca e di pipì. La Pitzorno inventò la storia ispirandosi ad Andersen per la figura della fiammiferaia ed a Tolkien per il ruolo dell'anello, scrittori che sono ringraziati nell'introduzione alla storia insieme a Voltaire (per un motivo imprecisato) ed a Madre Natura per il ruolo degli escrementi, introduzione che contiene anche un avvertimento che sconsiglia la lettura alle persone schizzinose.
L'anno seguente, quando la bambina andò in prima elementare imparando a leggere e scrivere, ricevette una copia della storia battuta a macchina e illustrata dalla stessa scrittrice. Questa "edizione casalinga" circolò per alcuni anni tra gli amici di Valentina e dell'autrice. Una copia raggiunse la direttrice de Il Giornale dei Genitori, che decise di pubblicarla con le illustrazioni dell'autrice sul numero di Natale della rivista, affiancata da un saggio di una antropologa. Gianna Vitali, della Libreria dei Ragazzi, la propose allora a E Elle (EL) edizioni che proprio in quel momento stava inaugurando una collana di tascabili italiani intitolata ‘Le letture’. La direttrice Orietta Fatucci accettò di pubblicarla, chiedendo solo pochissime correzioni.

## Personaggi
- Lavinia
- Clodoveo Migliavacca
- La fata
- Massimiliano Marsupiali
- Eleuterio Migliavacca
- Il direttore dell'albergo

### Edizioni
- Il giornale dei genitori, n.111, nuova serie, dicembre 1984
- Bianca Pitzorno, L'incredibile storia di Lavinia, illustrazioni di Emanuela Collini, Le Letture, Trieste, E. Elle, 1985, ISBN 9788870680980.
- Bianca Pitzorno, L'incredibile storia di Lavinia, illustrazioni di Emanuela Bussolati, Trieste, Einaudi Ragazzi, 1995, ISBN 9788879261722.
- Bianca Pitzorno, L'incredibile storia di Lavinia, illustrazioni di Emanuela Bussolati, Storie e rime, Trieste, Einaudi Ragazzi, 1997, ISBN 88-7926-172-X.
- Bianca Pitzorno, L'incredibile storia di Lavinia, illustrazioni di Emanuela Bussolati, Lo scaffale d'oro, Trieste, Einaudi Ragazzi, 1997, ISBN 88-7926-238-6.
- Bianca Pitzorno, L'incredibile storia di Lavinia, illustrazioni di Francesca Galmozzi, Collana I favolosi, supplemento al n. 15 (13 aprile 2003) de Il giornalino : settimanale illustrato, Alba, San Paolo, 2003, ISBN 88-6656-063-4.
- Bianca Pitzorno, L'incredibile storia di Lavinia, in Magie di Lavinia &C., illustrazioni di Quentin Blake, Contemporanea, Milano, Arnoldo Mondadori, 2005, ISBN 88-04-54364-7.
- Bianca Pitzorno, L'incredibile storia di Lavinia, lettrice Patrizia Germani, edizione letta: Einaudi Ragazzi, 1995, Feltre, Centro Internazionale del Libro Parlato, 2008.
- Bianca Pitzorno, L'incredibile storia di Lavinia, illustrazioni di Emanuela Bussolati, Trieste, Einaudi Ragazzi, 2009, ISBN 88-7926-777-9.
- Bianca Pitzorno, L'incredibile storia di Lavinia, prefazione di Antonio Faeti, Storie e rime oro, Trieste, Einaudi Ragazzi, 2013, ISBN 88-6656-063-4.
- Bianca Pitzorno, L'incredibile storia di Lavinia, illustrazioni di Emanuela Bussolati, Storie e rime, Trieste, Einaudi Ragazzi, 2013, ISBN 9788866561538.

### Fonti critiche
- Mirca Casella, Le voci voci segrete: itinerari di iniziazione al femminile nell'opera di Bianca Pitzorno, Milano, Mondadori, 2006, ISBN 9788804543411. URL consultato il 4 maggio 2015.
- Antonio Faeti, I diamanti in cantina, Saggi tascabili, Milano, Bompiani, 1995, ISBN 88-452-2456-2.
- AA.VV., I «Tusitala», Scrittori italiani contemporanei di letteratura giovanile, a cura di Enzo Catarsi e Flavia Bacchetti, Tirrenia (Pisa), Edizioni del Cerro, 2006, ISBN 9788882161804.
- AA.VV., Nel giardino di Gaia, a cura di Emy Beseghi, Milano, Mondadori, 1994, ISBN 8804383267.
- Bianca Pitzorno, Storia delle mie storie, Milano, Il Saggiatore, 2006  [Nuova Pratiche Editrice 2002], ISBN 8851523371.
- Boero e De Luca, Letteratura per l'infanzia, Manuali Laterza, Roma, Laterza, 1997  [1995],  pp. 307-308, ISBN 88-420-4723-6.